# Fontal
Le Fontal est un fromage italien au lait de vache à texture demi-dure, originellement dérivé de la fontina, mais se développant désormais séparément de son ancêtre.